# Jakob Anderegg

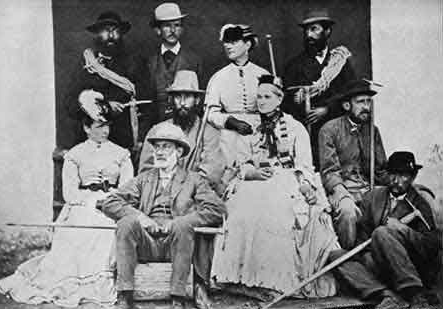
Jakob Anderegg stehend, 1. v.l. mit der Walker-Familie, 1870

Jakob Anderegg (* 11. März 1829 in Oberwil im Simmental; † 17. September 1878 in Meiringen) war ein Schweizer Bergführer und wie sein Vetter Melchior, der auch als «König der Führer» bezeichnet wurde, Erstersteiger einiger Westalpen-Gipfel. Zu den Kunden der Andereggs zählten prominente Alpinisten und Mitglieder des englischen Alpine Club, wie Leslie Stephen, Horace Walker und Lucy Walker.
Jakob Anderegg war bei folgenden Erstbesteigungen dabei:
- Balmhorn (3698 m, Berner Alpen) mit Frank, Lucy und Horace Walker sowie Melchior Anderegg am 21. Juli 1864,
- Piz Roseg (3937 m, Bündner Alpen) mit A. W. Moore und Horace Walker am 28. Juni 1865,
- Ober Gabelhorn (4063 m, Walliser Alpen) mit A. W. Moore und Horace Walker am 6. Juli 1865,
- Pigne d’Arolla (3790 m, Walliser Alpen) mit A. W. Moore und Horace Walker am 9. Juli 1865,
- Brenvasporn (Mont Blanc) mit George Spencer Mathews, A. W. Moore, Frank und Horace Walker sowie Melchior Anderegg am 15. Juli 1865,[1]
- Gspaltenhorn (3436 m, Berner Alpen) mit G. E. Forster und Hans Baumann am 10. Juli 1869.